# Losenice
Losenice (německy Losnitz) je říčka v Jihočeském a Plzeňském kraji. Je to pravostranný přítok řeky Otavy. Délka toku je 15,9 km. Plocha povodí měří 53,9 km².
Losenice teče velkou část svého toku při hranici CHKO Šumava a Národního parku Šumava. Poblíž vesnice Červená u Kašperských Hor byly na řece a jejím blízkém okolí vyhlášeny přírodní rezervace Losenice a Losenice II; výše proti proudu říčka protéká přírodní památkou Obří zámek.

## Průběh toku
Říčka pramení zhruba 1,5 km severoseverozápadně od Přílby (1221 m) v nadmořské výšce 1118 m. Zprvu její tok míří severním směrem; po levé straně se zdvihají hory U tří jedlí (1152 m) a Valy (1010 m), po pravé straně Churáňovský vrch (1120 m) a Popelná hora (1091 m). Pod Popelnou Losenice obtéká ostroh Obří hrad s pozůstatky halštatského hradiště, čímž se stáčí k severozápadu. Ústí do Otavy v Rejštejně na jejím 107,8 říčním kilometru.

### Větší přítoky
- levé – Pěnivý potok
- pravé – Zlatý potok

## Vodní režim
Průměrný průtok v ústí činí 0,65 m³/s. Stoletá voda zde dosahuje 67,0 m³/s.